# مضاعفات أذية الدماغ الرضية
يمكن أن تسبب إصابات الدماغ الرضية (إصابات الدماغ الفيزيائية، تي بي آي) مجموعة متنوعة من المضاعفات والآثار الصحية التي لا تعتبر إصابات دماغ رضية ولكنها تنتج عنها. يزداد خطر حدوث المضاعفات مع زيادة شدة الرض؛ وقد تسبب إصابات الدماغ الرضية الخفيفة أيضًا حدوث إعاقات تخل بالتفاعلات الاجتماعية والعمل والحياة اليومية. قد تتسبب إصابات الدماغ الرضية في مجموعة متنوعة من المشاكل منها المضاعفات الجسدية والمعرفية والعاطفية والسلوكية.
يشار إلى الأعراض التي قد تحدث بعد الارتجاج، وهو شكل بسيط من إصابات الدماغ الرضية، باسم متلازمة ما بعد الارتجاج.

## التأثيرات على اللاوعي
تتواجد عمومًا ست حالات مرضية من الوعي يمكن أن تنتج عن الإصابة الدماغية الرضية:
- الذهول: هي حالة من فقدان الوعي الجزئي أو شبه الكامل يكون فيها المريض خاملًا وغير قادر على الحركة ولديه استجابة منخفضة للمنبهات.[3]
- الغيبوبة: هي حالة يكون فيها المريض فاقدًا للوعي تمامًا ولا يمكن إيقاظه حتى مع وجود منبهات قوية.[4]
- الحالة الإنباتية المستديمة: هي حالة يكون فيها المرضى المستيقظون فاقدين للوعي وغير مدركين لمحيطهم، وتكون القشرة الدماغية غير وظيفية. قد تنتج الحالة الإنباتية عن إصابة منتشرة في نصفي الكرة المخية دون تلف الجزء السفلي من الدماغ وجذع الدماغ. تعتبر الحالة الإنباتية دائمة إذا استمرت لمدة 12 شهرًا بعد أذية الدماغ الرضية أو لمدة 3 أشهر بعد الأسباب الأخرى غير الرضية.[5]
- حالة الحد الأدنى من الوعي: هي حالة يكون فيها المريض بمستوى منخفض من اليقظة وقد يبدو في حالة إنباتية مستديمة ظاهريًا، ولكنه قادر على إظهار القدرة على معالجة المعلومات بفاعلية.
- متلازمة المنحبس: هي حالة يكون فيها المريض مدركًا ومستيقظًا، ولكنه لا يستطيع الحركة أو التواصل بسبب شلل كامل في الجسم. قد يحتفظ المريض بقدرته على التحريك الطوعي للعين أو الرمش، ما يسمح باكتشاف الوعي اليقظ ويمكن من إنشاء اتصال وظيفي.[6]
- الموت الدماغي: هو خسارة غير عكوسة لوظيفة الدماغ القابلة للقياس، مع فقدان أي نشاط متبادل بين مناطق مختلفة من الدماغ. يجب الحفاظ على وظائف التنفس والقلب باستخدام الأجهزة المساعدة.[7]

تؤثر اضطرابات الوعي على عدد كبير من الأشخاص الذين يعانون من إصابات رضية شديدة في الدماغ؛ إذ يكون 10% -15% من المرضى المصابين بأذية رضية شديدة والخارجين من المشفى في حالة إنباتية، ويستعيد نصف هذا العدد فقط وعيه في غضون سنة إلى ثلاث سنوات.

## العجز المعرفي
يعاني معظم المرضى المصابين بأذية دماغية رضية شديدة والذين استعادوا وعيهم من عجز معرفي، ويشمل ذلك فقدان العديد من المهارات العقلية عالية المستوى. تشمل حالات العجز المعرفي التي تتلو إصابات الدماغ الرضية ضعف الانتباه وفقدان البصيرة والمحاكمة والفكر وانخفاض سرعة المعالجة والتشتت والعجز في الوظائف التنفيذية مثل التفكير المجرد والتخطيط وحل المشكلات وتعدد المهام.
يحدث فقدان الذاكرة، وهو العيب المعرفي الأكثر شيوعًا لدى المصابين برضوض الرأس، لدى 20-72% من مرضى رضوض الرأس المغلقة، اعتمادًا على شدتها. يتسم فقدان الذاكرة ما بعد الصدمة (بي تي أيه)، وهو حالة تشوش مع ضعف الذاكرة، بفقدان ذكريات معينة أو فقدان جزئي للقدرة على تكوين ذكريات جديدة أو تخزينها.
يعد مرض الزهايمر (أيه دي) مرضًا تنكسيًا عصبيًا تقدميًا يتسم بالخرف وفقدان الذاكرة وتدهور القدرات المعرفية. تشير الأبحاث إلى وجود علاقة بين إصابة الرأس في مرحلة البلوغ المبكرة وتطور مرض الزهايمر في وقت لاحق من الحياة؛ كلما زادت شدة رض الرأس، زاد خطر الإصابة بمرض الزهايمر. تشير بعض الأدلة إلى أن رض الرأس قد يتفاعل مع عوامل أخرى ويحرض المرض، وقد يسرع من ظهور المرض لدى الأفراد المعرضين للخطر مسبقًا. على سبيل المثال، يقع الأشخاص المصابون برض في الرأس والذين لديهم شكل معين من صميم البروتين الشحمي أي 4 (بروتين يُنتج بصورة طبيعية ويساعد على نقل الكوليسترول عبر مجرى الدم) في فئة الأكثر عرضة للإصابة.
يعاني المرضى المصابون برض متوسط إلى شديد من عجز معرفي أكبر مقارنة بالمصابين برض دماغي خفيف، ولكن قد تتسبب العديد من أذيات الدماغ الرضية الخفيفة في تأثير إضافي. يُصاب واحد من كل خمسة ملاكمين محترفين بأذيات الدماغ الرضية المزمنة (سي تي بي آي)، وتسبب الأذيات عجزًا معرفيًا وسلوكيًا وجسديًا. يعد خرف ارتجاج الدماغ، والذي يُعرف أيضًا باسم الاعتلال الدماغي الرضحي المزمن، الشكل الحاد للأذية الدماغ الرضية المزمنة. تنتج الحالة عن الضربات المتكررة على الرأس على مدى فترة طويلة، وتصيب الملاكمين على وجه الخصوص، ورُبطت مؤخرًا بالرياضات الاحتكاكية الأخرى، مثل كرة القدم الأمريكية وهوكي الجليد بالإضافة إلى الخدمة العسكرية. تتجلى الحالة عادة على شكل خرف أو تدهور في القدرة العقلية مع مشاكل في الذاكرة وباركنسونية (الرعاش وفقد التنسيق). تبدأ الأعراض في سن 6-40 عامًا بعد بدء مهنة الملاكمة، بمتوسط ظهور يبلغ حوالي 16 عامًا.

## مشاكل التواصل
تعد مشاكل اللغة والتواصل من حالات العجز الشائعة لدى مرضى إصابات الدماغ الرضية. قد يعاني البعض من فقدان القدرة على الكلام، وصعوبة فهم وتشكيل اللغة المنطوقة والمكتوبة؛ أو قد يجدون صعوبة في التعامل مع الجوانب الأكثر تعقيدًا للتواصل، مثل لغة الجسد والإشارات العاطفية وغير اللفظية. قد يعاني البعض من مشاكل في نبرة الصوت أو لحنه، وتسمى الحالة بالخلل اللحني. قد تحدث مشكلات في اللغة المنطوقة في حال تلف جزء الدماغ الذي يتحكم في عضلات الكلام. يدعى هذا الاضطراب عسر الكلام، ويمكن للمريض التفكير في اللغة المناسبة، ولكنه غير قادر على نطق الكلمات بسهولة لفقدانه القدرة على استخدام العضلات اللازمة لتكوين الكلمات وإنتاج الأصوات. يكون كلام المريض بطيئًا وغير واضح ومشوشًا أغلب الأحيان.

## العجز الحسي
قد يعاني مرضى الإصابات الدماغية الرضية من مشاكل حسية، وخاصة مشاكل في الرؤية؛ وقد لا يتمكنون من حفظ ما يرونه أو قد يكون إدراكهم للأشياء بطيئًا. يعاني مرضى إصابات الدماغ الرضية من صعوبة في التنسيق بين اليد والعين أيضًا، ما يظهرهم بمظهر أخرق أو غير متوازن. تشمل العيوب الحسية الأخرى مشاكل في السمع أو الشم أو التذوق أو اللمس. قد يحدث طنين في الأذن، وهو رنين أو زئير في الأذنين. قد تؤدي إصابة المريض بضرر في جزء الدماغ الذي يعالج الذوق أو الرائحة إلى شعوره بطعم مر أو رائحة كريهة دائمًا. قد يؤدي تلف جزء الدماغ الذي يتحكم في حاسة اللمس إلى شعور المريض بوخز مستمر أو حكة أو ألم. تعد هذه الحالات نادرة وصعبة العلاج.